# Buick Envision
Buick Envision — среднеразмерный кроссовер компании Buick. Впервые был показан в 2011 году на Шанхайском автосалоне в виде концепт-кара. Фотографии серийной версии появились в июле 2014 года. Версия для Северной Америки была показана в Детройте в 2016 году. Envision является первым автомобилем GM, который производится в Китае для американского рынка.
Сборка автомобиля осуществляется в Китае на заводе SAIC GM. В модельном ряду Envision находится между Encore и Enclave.

## Характеристики
Envision для рынка США предлагается в полноприводном варианте с 2,0 - литровым четырёхцилиндровым двигателем мощностью 260 л.с. с шестиступенчатой автоматической коробкой передач.
В Китае для автомобиля также доступен 1,5 литровый двигатель мощностью 169 л.с. с семиступенчатой роботизированной коробкой передач. А на американском рынке с 200-сильным атмосферным мотором 2,5 л. На выбор доступны как передне- так и полноприводные варианты.

## Галерея

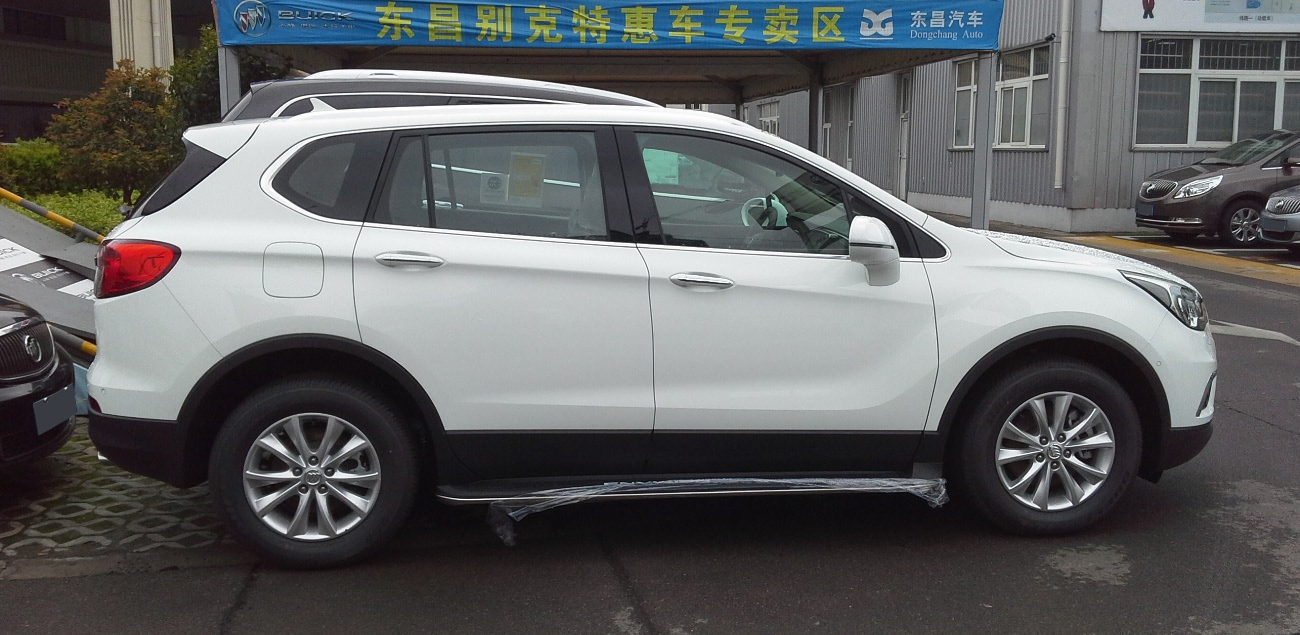
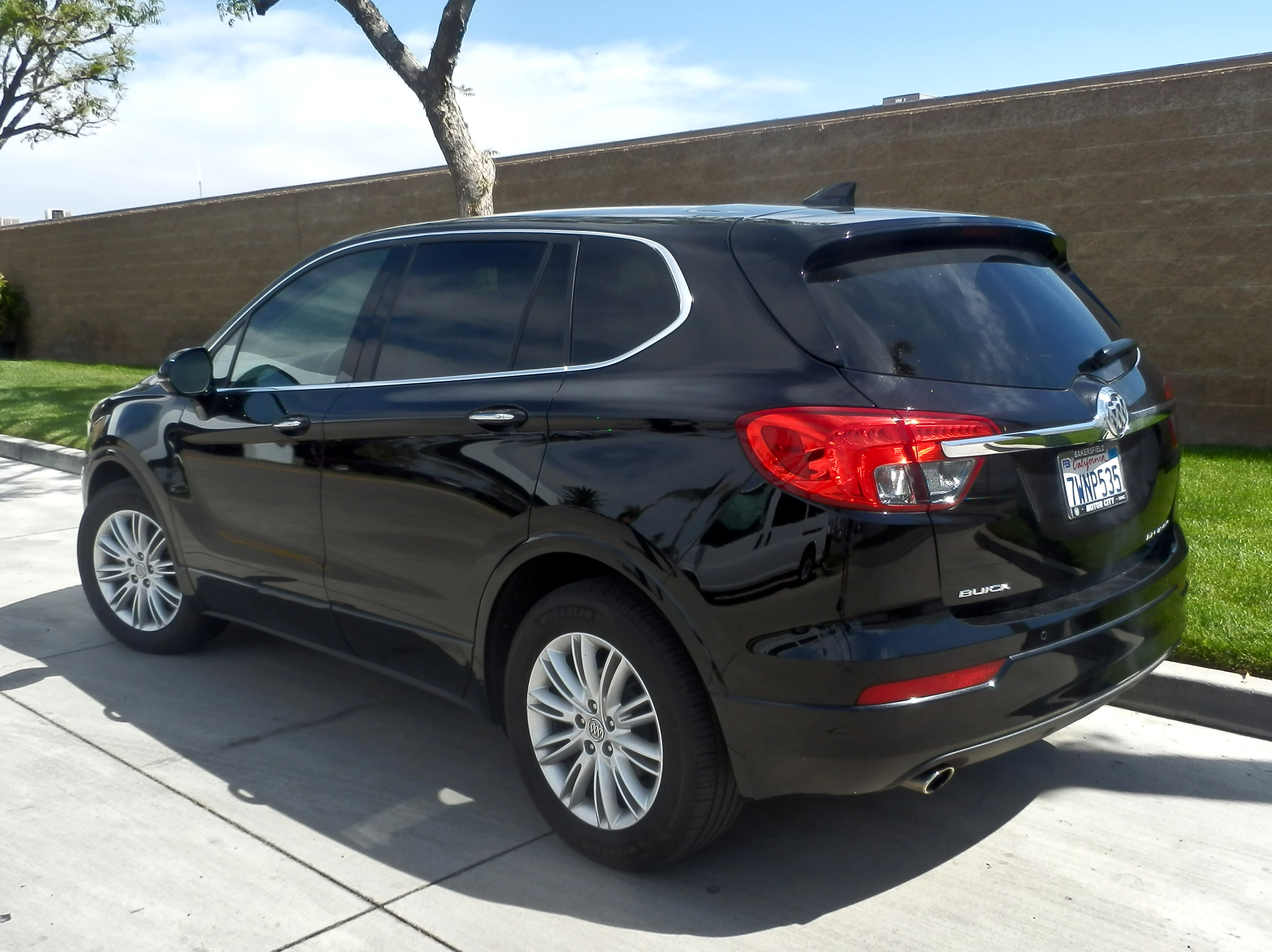